# Lutz (Eiskunstlauf)
Der Lutz, benannt nach dem Österreicher Alois Lutz (1898–1918), ist ein Sprung im Eiskunstlauf. Er kann einfach oder mehrfach gesprungen werden. Bislang wurden maximal vier Umdrehungen erreicht. Alois Lutz zeigte den Sprung zum ersten Mal 1913 im Wettbewerb.

## Durchführung
Um einen Lutz auszuführen, nimmt der Läufer rückwärts Anlauf und verlagert das Gewicht auf das linke Bein. Der linke Arm ist vorne vor dem Körper und der rechte zeigt in etwa in Laufrichtung (beide parallel zum Eis). Nun sticht der rechte Schlittschuh nach hinten ins Eis ein. Gleichzeitig wird vom linken Bein abgesprungen (von der Auswärtskante, andernfalls wird der Sprung als Flip gewertet, der einen geringeren Basiswert hat). Die Rotation wird erreicht, indem man die Arme ruckartig an den Oberkörper reißt, wobei der rechte etwas langsamer ist, da er den längeren Weg hat und einen kleinen Bogen macht. Außerdem trägt der Oberkörper zur Drehung bei, indem er samt Kopf leicht vordreht. Dieses Procedere gilt für nach links abspringende Läufer. Für nach rechts abspringende Läufer gilt die obige Erklärung genau umgekehrt.

## Geschichte
Der erste Eiskunstläufer, der einen dreifachen Lutz im Wettbewerb zeigte, war Donald Jackson bei der Weltmeisterschaft 1962, die erste Eiskunstläuferin war Denise Biellmann 1978. 
Erstmals wurde ein vierfacher Lutz im Wettbewerb am 16. September 2011 von Brandon Mroz (USA) gestanden.